# Al-Hadżalijja (Dżarabulus)
Al-Hadżalijja (arab. الحجلية) – wieś w Syrii, w muhafazie Aleppo. W 2004 roku liczyła 574 mieszkańców.